# Miskolczi László (festő)
Miskolczi László, Miskolczy (Hajdúszoboszló, 1923. október 16. – Budapest, 1988. július 7.) festő.

## Életútja
1943-tól 1950-ig a Magyar Képzőművészeti Főiskolán tanult, ahol mesterei Rudnay Gyula és Szőnyi István voltak. Ezután négy évig volt Szőnyi István mellett tanársegéd. 1952-től a Képző- és Iparművészeti Gimnázium tanára volt 1983-ig. Emellett rendszeresen festett és szerepelt kiállításokon képeivel. Párizsban, Bécsben és Olaszországban is járt tanulmányúton. Munkásságát 1986-ban a XXXV. Vásárhelyi Őszi Tárlat, Hódmezővásárhely posztumusz Tornyai-emlékplakettjével jutalmazták.

## Díjai, elismerései
- 1956–1959: Derkovits-ösztöndíj
- 1957: Világifjúsági Találkozó-kiállítás, Moszkva, ezüstérem
- Szocialista Kulturáért kitüntetés
- 1963, 1974: Munkácsy-díj
- Római ösztöndíj
- Munka Érdemrend bronz fokozata
- Vásárhelyi Őszi Tárlat Munkajutalma
- III. Portréfestészeti Biennálé bronzdiplomája, Hatvan
- a Debreceni Országos Nyári Tárlat fődíja
- Medgyessy-emlékplakett

## Egyéni kiállítások
- 1956, 1961 • Fényes Adolf Terem, Budapest
- 1973 • Ernst Múzeum, Budapest
- 1982 • Csók Galéria, Budapest
- 1988 • Hollósy Galéria, Budapest (kat.)
- 1989-1996 • Hajdúszoboszlói Galéria, Hajdúszoboszló (kat.)
- 1991 • Szőnyi István Múzeum, Zebegény
- 1996 • Déri Múzeum, Debrecen • Szatmári Múzeum, Mátészalka
- 1997 • Erdős Renée Ház, Budapest • Györffy István Múzeum, Karcag

## Válogatott csoportos kiállítások
- 1957 • Világifjúsági Találkozó-kiállítás, Moszkva
- 1960 • XXX. Velencei Biennálé, Velence
- 1983 • Figuratív művészet a hetvenes években, Almássy téri Szabadidő Központ, Budapest
- 1988 • 37. Vásárhelyi Őszi Tárlat, Tornyai János Múzeum, Hódmezővásárhely • Magyar Tájak, VIII. Országos Festészeti Biennálé, Hatvani Galéria, Hatvan

## Művek közgyűjteményekben
- Déri Múzeum, Debrecen
- Fővárosi Képtár, Budapest
- Magyar Nemzeti Galéria, Budapest
- Móra Ferenc Múzeum, Szeged
- Tornyai János Múzeum, Hódmezővásárhely
- Türr István Múzeum, Baja